# Madoka Natsumi
Pour les articles homonymes, voir Natsumi.
Madoka Natsumi (夏見円, Natsumi Madoka), née le 2 juillet 1978 à Abashiri est une fondeuse japonaise active dans les années 2000.

## Palmarès

### Championnats du monde
Son meilleur résultat est une quatrième place lors du sprint par équipes à Liberec en 2009, elle a fini également cinquième du sprint classique en 2007 à Sapporo.

### Jeux olympiques d'hiver
| Épreuve / Édition      | Sprint                           | Sprint                           | 10 km                            | 10 km                            | Poursuite 2 × 7,5 km             | 30 km | Relais                           | Relais   |
| Épreuve / Édition      | libre                            | classique                        | libre                            | classique                        | Poursuite 2 × 7,5 km             | 30 km | Sprint                           | 4 × 5 km |
| JO 2002 Salt Lake City | 12e                              | Épreuve inexistante à cette date | Épreuve inexistante à cette date | 47e                              | Épreuve inexistante à cette date | 26e   | Épreuve inexistante à cette date | 10e      |
| JO 2006 Turin          | 17e                              | Épreuve inexistante à cette date | Épreuve inexistante à cette date | —                                | —                                | —     | 8e                               | 12e      |
| JO 2010 Vancouver      | Épreuve inexistante à cette date | 27e                              | —                                | Épreuve inexistante à cette date | —                                | 30e   | —                                | 8e       |

Légende :
- : première place, médaille d'or
- : deuxième place, médaille d'argent
- : troisième place, médaille de bronze
- : pas d'épreuve
- — : Non disputée par Madoka Natsumi

### Coupe du monde
- Meilleur classement général : 27e en 2008
- 1 podium individuel : 1 troisième place lors du sprint classique de Stockholm en 2008.